# 日野資時
日野資時（ひの すけとき、元禄3年（1690年）8月1日 - 寛保2年〈1742年〉10月26日）は、江戸時代中期の公卿。

## 官歴
- 元禄14年（1701年）：従五位上、侍従
- 宝永2年（1705年）：宮内少輔
- 宝永3年（1706年）：正五位下
- 宝永4年（1707年）：右兵衛佐
- 宝永7年（1710年）：従四位下
- 正徳5年（1715年）：従四位上
- 享保4年（1719年）：左中弁、右大弁、蔵人頭、正四位上
- 享保7年（1722年）：左大弁、参議
- 享保8年（1723年）：従三位
- 享保9年（1724年）：踏歌節会外弁、権中納言
- 享保10年（1725年）：正三位
- 享保13年（1728年）：権大納言
- 享保14年（1729年）：従二位、賀茂伝奏
- 享保20年（1735年）：正二位
- 享保2年（1742年）：従一位

## 系譜
- 実父：豊岡弘昌
- 養父：日野永資
- 養子：日野資総（烏丸光栄の次男）
- 養子：日野資枝（烏丸光栄の五男）